# MSISDN
MSISDN (발음/'em es ai es di en/또는 misden)은 GSM 또는 UMTS 모바일 네트워크에서 가입자를 식별하는 고유 번호이다. 간단히 말해, 모바일 또는 셀룰러 전화에서 SIM 카드에 할당되는 전화번호이다. 이 약어는 여러 가지로 설명되는데, 가장 일반적인 중 하나는"Mobile Station International Subscriber Directory Number"이다.
IMSI와 함께 MSISDN는 모바일 가입자를 구별하는 데 사용되는 두 가지 중요한 번호이다. IMSI는 모바일 폰에 삽입되는 SIM에 저장되고, 각각의 IMSI는 단말기와 무선 홈 네트워크 및 무선 홈 네트워크의 국가를 구별하는 데 사용되는 반면, MSISDN은 가입자에게 통화를 연결하는 데 사용된다. IMSI는 HLR ("가입자" 데이터베이스)에서 키(key)로 사용되데 반해 MSISDN는 같은 MCC를 사용하는 지역에서 핸드폰으로 전화를 거는데 사용되는 숫자이다. SIM는 변하지 않는 고유한 IMSI를 가지는 반면, MSISDN는 시간에 따라 변경 가능하다. 즉 다른 MSISDN들이 SIM과 연동될 수 있다.
MSISDN은 ITU-T 권고안 E.164에 정의된 숫자 부여 방식(numbering plan)을 따른다.

## 약어
출처 또는 표준화 단체 따라서, MSISDN 약어는 여러 가지 다른 방법으로 쓰여질 수 있다. 아래는 현재 가장 광범위하고 일반적인 사용되는 것들이다.
| 조직          | 미                                          | 원                                                                        |
| ------------- | ------------------------------------------- | ------------------------------------------------------------------------- |
| 3GPP ITU OMA  | Mobile Subscriber ISDN Number               | 3GPP 규격용 용어(신규) ITU-T rec. Q.1741-4(10/2005) 사전 OMA 규격 용 사전 |
| 3GPP ITU GSMA | Mobile Station International ISDN Number(s) | GSM03.03(old) ITU-T rec. Q.1741-4(10/2005) 모바일 용어 및 약어            |
| ITU           | 모바일 국제 ISDN 번호                       | 스위칭 및 신호 용어집                                                     |

## MSISDN 형식
ITU-T 권고안 E.164은 MSISDN의 최대 길이를 15자리 숫자로 제한한다. 1-3 자리는 국가 코드로 남겨두며, 프리픽스는 포함되지 않는다 (예:스웨덴에서 전화를 걸 때 국제 MISIDN에 00은 프리픽스이다). MISIDN의 최소 길이는 ITU-T에서 정하지 않았지만 대신에 각 국가의 통신 법령에 따라 국내 숫자 부여 방식에 의해 정해진다.
GSM 및 그 변형인 DC1800에서 MSISDN은 아래와 같이 구성된다.
```
MSISDN=CC+NDC+SN

CC=국가 코드 (Country Code)

NDC=목적지 국가 코드(National Destination Code), 
PLMN
 또는 그 일부를 구별함

SN=가입자 번호 (Subscriber Number)
```

 GSM 변형인 PC1900에서는 MSISDN은 아래와 같이 구성된다.
```
MSISDN=CC+NPA+SN

CC=국가 코드 (Country Code)

NPA=번호 계획 지역 (Number Planing Area)

SN=가입자 번호 (Subscriber Number)
```

1-3 자리의 국가 코드는 국가 또는 지리적 영역을 구별한다. ITU는 할당된 국가 코드 리스트를 지정하고 관리한다.

### 예
MSISDN: 8801812345678
| CC  | 방글라데시    | 880      |
| NDC | Robi          | 18       |
| SN  | 가입자의 번호 | 12345678 |

## 같이 보기
- E.164
- 국제 모바일 기기 식별자 (IMEI)
- 국제 모바일 가입자 식별자 (IMSI)
- SIM 카드
- 휴대폰
- GSM
- HLR
- E.214
- 모바일 식별 번호